# Countdown to Extinction
| 전문가 평가          | 전문가 평가 |
| 평가 점수            | 평가 점수   |
| 출처                 | 점수        |
| -------------------- | ----------- |
| About.com            | [ 2 ]       |
| AllMusic             | [ 3 ]       |
| Chicago Tribune      | [ 4 ]       |
| Consequence of Sound | [ 5 ]       |
| Entertainment Weekly | A−          |
| Popmatters           | 8/10        |
| Q                    | [ 8 ]       |
| Record Collector     | [ 9 ]       |
| Rolling Stone        | [ 10 ]      |
| Rock Hard            | 9/10        |
| Sputnikmusic         | 4/5         |

《Countdown to Extinction》은 미국의 스래시 메탈 밴드 메가데스의 다섯 번째 스튜디오 음반으로, 1992년 7월 14일, 캐피틀 레코드를 통해 발매되었다. 이 음반은 데이브 머스테인, 마티 프리드먼, 데이비드 엘렙슨, 닉 멘자로 구성된 "고전" 라인업을 선보인 그룹의 두 번째 스튜디오 음반으로, 모두 음반의 작곡에 기여했다. 음반에는 〈Symphony of Destruction〉, 〈Sweating Bullets〉, 〈Skin o' My Teeth〉와 같은 밴드의 가장 잘 알려진 곡들이 수록되어 있으며, 이 곡들은 상당한 차트 성공을 거두며 큰 음악적 영향을 미쳤다.
《Countdown to Extinction》은 음악 평론가들로부터 긍정적인 평가를 받았으며, 음악 평론가들은 이전 음반에 비해 정치적인 성향의 가사와 단순화된 사운드를 주목했다. 이 음반은 빌보드 200 차트에 2위로 진입하여 밴드 역사상 가장 높은 순위를 기록했다. 결국 더블 플래티넘 지위를 획득하며 상업적으로 가장 성공적인 음반이 되었다. 이 음반은 1993년 그래미 어워드에서 베스트 메탈 퍼포먼스 부문 후보에 올랐으며, 음반의 타이틀곡은 동물 권리 문제에 대한 인식을 높인 공로로 휴메인 소사이어티의 제네시스 어워드를 수상했다.
2012년, 음반의 20주년을 기념하여 메가데스는 남미에서 20주년 기념 투어를 시작하여 음반 전체를 연주했다. 또한, 2012년 11월에는 20주년 기념 스페셜 에디션 음반이 발매되었고, 2013년 9월에는 전체 음반의 공연이 담긴 라이브 음반이 발매되었다.
《Countdown to Extinction》은 메가데스의 마스코트 빅 래틀헤드가 커버 아트에 처음으로 불참한 것을 의미한다.

## 제작 및 음악 스타일
《Countdown to Extinction》은 메가데스의 다섯 번째 스튜디오 음반으로, 데이브 머스테인, 마티 프리드먼, 데이비드 엘렙슨, 닉 멘자의 라인업이 포함된 두 번째 음반이다. 당시 《빌보드》와의 인터뷰에서 머스테인은 과거 멤버 척 벨러와 제프 영이 재활 상담을 요청하는 요청에 저항했기 때문에 해고했다고 인정했다. 그는 메가데스의 네 멤버 모두가 "거의 모든 머스테인" 음반 발매와 달리 음반에 자료를 기여한 것은 "큰 성과"라고 덧붙였다. 머스테인은 프로듀서 맥스 노먼이 "많은 제안과 훌륭한 예술적 아이디어를 많이 제시했다"고 밝히며 음반에 상당한 영향을 미쳤다고 밝혔다. 그러나 노먼은 나중에 머스테인이 자신의 공로를 가로채려 했다고 비난했다. 기타리스트 마티 프리드먼은 《Rust in Peace》와 달리 이 음반의 제작은 "완전히 달랐다"고 말했다. 그는 또한 밴드가 데모에 녹음하고 스튜디오에 들어가기 전에 노래를 "백만 번" 변경했다고 말했다.
《Countdown to Extinction》의 음악은 두 개의 다른 세션으로 구성되었다. 첫 번째 세션은 클래시 오브 더 타이탄스 투어가 끝난 후에 진행되었으며, 두 번째 세션은 1991년 가을에 한 달간의 휴식 후에 진행되었다. 이 음반은 로드니 킹 폭동이 발생한 1992년 상반기에 녹음되었다. 이러한 사건들은 녹음 과정에 부정적인 영향을 미쳤으며, 밴드는 제정된 통금 시간 때문에 매일 밤 6시에 스튜디오를 떠나야 했다. 데이브 머스테인은 자신의 경험을 "창의적인 순간을 맞이하는 것보다 더 나쁜 것은 없으며 떠나야 합니다. 마치 학교 종소리 같았어요."라고 말했다. 이 음반은 캘리포니아주 버뱅크에 있는 더 엔터프라이즈에서 머스테인과 맥스 노먼이 프로듀싱했으며, 믹싱은 노먼이 프레드 켈리의 도움을 받아 전달했다. 머스테인은 녹음 과정을 언급하며 《"Countdown to Extinction》은 모든 것이 12개의 실린더에서 발사되는 음반 중 하나였으며, 당신도 알고 있을 뿐"이라고 말했다. 또한 밴드가 음반을 녹음하는 데 오랜 시간이 걸리지 않은 이유는 "당시에는 압력이 그다지 어렵지 않았기 때문에 음반을 만드는 것이 훨씬 쉬웠기 때문"이라고 말했다.
1991년 메탈리카의 이름을 딴 음반이 성공적으로 발매되면서 그들의 사운드가 완전히 사라진 후, 머스테인은 그 뒤를 따르기로 결심했지만, 음악은 이전 음반들만큼 기술적으로 완벽주의를 유지했다. 드러머 닉 멘자는 "메탈리카는 확실히 다른 밴드들이 진출할 수 있는 문을 열었습니다. 우리는 분명히 그 문을 통과할 다음 밴드입니다."라고 설명했다. 음악적으로 《Countdown to Extinction》은 메가데스가 전통적인 사운드에 더 많은 멜로디와 중간 템포를 통합하기 시작했다. 베이시스트 데이비드 엘렙슨은 밴드의 목표가 프리드먼이 사용한 멜로디 연주 스타일을 활용하여 "더 많은 그루브를 가진 음악을 만드는 것"이라고 언급했으며, 프로듀서 노먼의 참여로 더욱 힘을 보탰다. 작가 토머스 해리슨은 이 음반을 통해 메가데스의 음악이 "시끄러운 것보다 더 명인적이며 널리 받아들여지기 위한 다음 단계를 밟았다"고 썼다.

## 곡 목록
모든 곡들은 특별한 언급이 없는 한 데이브 머스테인에 의해 작사/작곡하였다.
| #  | 제목                           | 작사·작곡                 | 재생 시간 |
| -- | ------------------------------ | ------------------------- | --------- |
| 1. | 〈Skin o' My Teeth〉           |                           | 3:14      |
| 2. | 〈Symphony of Destruction〉    |                           | 4:02      |
| 3. | 〈Architecture of Aggression〉 | 데이비드 엘렙슨, 머스테인 | 3:34      |
| 4. | 〈Foreclosure of a Dream〉     | 엘렙슨, 머스테인          | 4:17      |
| 5. | 〈Sweating Bullets〉           |                           | 5:03      |
| 6. | 〈This Was My Life〉           |                           | 3:42      |

| #   | 제목                        | 작사·작곡                                | 재생 시간 |
| --- | --------------------------- | ---------------------------------------- | --------- |
| 7.  | 〈Countdown to Extinction〉 | 엘렙슨, 닉 멘자, 머스테인, 마티 프리드먼 | 4:16      |
| 8.  | 〈High Speed Dirt〉         | 엘렙슨, 머스테인                         | 4:12      |
| 9.  | 〈Psychotron〉              |                                          | 4:42      |
| 10. | 〈Captive Honour〉          | 엘렙슨, 멘자, 머스테인, 프리드먼         | 4:14      |
| 11. | 〈Ashes in Your Mouth〉     | 엘렙슨, 멘자, 머스테인, 프리드먼         | 6:10      |

| #   | 제목                               | 작사·작곡                        | 재생 시간 |
| --- | ---------------------------------- | -------------------------------- | --------- |
| 12. | 〈Crown of Worms〉                 | 숀 해리스, 머스테인              | 3:18      |
| 13. | 〈Countdown to Extinction〉 (Demo) | 엘렙슨, 멘자, 머스테인, 프리드먼 | 3:55      |
| 14. | 〈Symphony of Destruction〉 (Demo) | 머스테인                         | 5:30      |
| 15. | 〈Psychotron〉 (Demo)              | 머스테인                         | 5:28      |

## 인증
| 국가                                                            | 인증        | 판매량/출하량 |
| --------------------------------------------------------------- | ----------- | ------------- |
| 아르헨티나 (CAPIF) Release of 1992                              | 골드        | 30,000^       |
| 아르헨티나 (CAPIF) Release of 2004                              | 골드        | 20,000^       |
| 오스트레일리아 (ARIA)                                           | 골드        | 35,000^       |
| 캐나다 (뮤직 캐나다)                                            | 3× 플래티넘 | 300,000^      |
| 일본 (RIAJ)                                                     | 골드        | 100,000       |
| 영국 (BPI)                                                      | 골드        | 100,000       |
| 미국 (RIAA)                                                     | 2× 플래티넘 | 2,000,000^    |
| ^출하량을 기반으로 한 인증 · 판매량+스트리밍을 기반으로 한 인증 |             |               |